# Adam Wolanin
Adam Wolanin (Leopoli, 13 novembre 1919 – Illinois, 26 ottobre 1987) è stato un calciatore polacco naturalizzato statunitense, di ruolo attaccante.

## Carriera

### Club
Ha giocato prima nello Spartak Mosca, poi nel Blackpool ed ha concluso la sua carriera giocando nel campionato statunitense.

### Nazionale
Nel 1950 ha partecipato al Campionato mondiale di calcio "Jules Rimet".

## Palmarès

### Club

#### Competizioni nazionali
- Campionato sovietico: 1

Spartak Mosca: 1939
- Coppa dell'Unione Sovietica: 1

Spartak Mosca: 1939